# Afo-A-Kom
L'Afo-A-Kom est une sculpture en bois, le symbole le plus important du peuple Kom de la région du Nord-Ouest du Cameroun. En 1966, elle a été volée dans l'enceinte royale de Kom. Sept ans plus tard, elle a été reconnue dans une galerie d'art américaine et, après une dispute, elle a été rendue au peuple Kom.

## Caractéristiques
L'Afo-A-Kom, qui signifie la chose Kom (également Mbang dans la langue Kom ) est une sculpture de 158,75 cm de long stylisée en bois d'un homme debout, couronné et tenant un sceptre, derrière un tabouret soutenu par trois têtes de buffle sculptées. Le noyau est en bois d' iroko. Son visage est gainé de cuivre et une grande partie du corps est recouverte de perles rougeâtres et bleues (Voir le lien Arthemis ci-dessous pour une photo en ligne). Le Foyn/Fon (chef) prend soin de la statue, et elle symbolise "l'autorité royale et la promesse d'une succession continue". Le sculpteur de cette statue est inconnu, mais on suppose qu'Afo-A-Kom a été sculpté par le deuxième chef traditionnel (Foyn) du peuple Kom dans les années 1920[réf. nécessaire].

## Polémiques
En 1966, l'Afo-A-Kom a été volé dans son bosquet sacré à Laikom (le siège du peuple Kom, où réside le Foyn) par l'un des princes, puis vendu à un intermédiaire qui l'a ensuite vendu à un marchand d'art qui l'a emporté aux États-Unis d'Amérique,,. Le peuple Kom croit que l'Afo-A-Kom possède des pouvoirs mystiques et que peu de temps après son arrivée aux États-Unis, il a commencé à déranger ses nouveaux propriétaires en détruisant tout ce qui l'entourait. Son nouveau propriétaire l'a pris et l'a jeté à la mer mais seulement pour rentrer chez lui et voir l'Afo-A-Kom.[réf. nécessaire] Il l'a emmené dans une galerie d'art de New York où il l'a vendu pour environ 15 millions de FCFA. Là-bas, il a été reconnu et le collectionneur d'art américain Warren M. Robbins a sonné l'alarme. Il a levé des fonds avec d'autres Américains  et une partie de l'élite Kom aux États-Unis[réf. nécessaire] pour racheter la statue volée à la galerie d'art de Manhattan pour moins de 30 000 $.  Renvoyant la statue, Robbins a été accueilli par le Fon du peuple Kom Nsom Ngwe, et le président du Cameroun Ahmadou Ahidjo, entre autres dignitaires.
Lors de la réception de la statue à Yaoundé, Ahidjo a suggéré à Fon Nsom Ngwe que Mbang soit conservé au Musée national de Yaoundé, mais le Fon a répondu que si le président pouvait lui fournir suffisamment d'espace à Yaoundé pour qu'il convainc le peuple Kom à rester là-bas, alors il accepterait la proposition du président. Voyant que Kom et les Afo-A-Kom étaient inséparables, le président permit de ramener la statue à sa résidence habituelle à Laikom. Il a été brièvement exposé à l'Office du Tourisme de Yaoundé puis acheminé par avion jusqu'à Bamenda. Il a ensuite été transporté par une délégation de dignitaires de la région vers Fundong où il a été rendu au peuple Kom.[réf. nécessaire]
Il se trouve maintenant dans le palais Laikom où il est exposé chaque année pour le peuple Kom.